# Ugo Fangareggi
Ugo Fangareggi (Gênova, 30 de janeiro de 1938 – Nápoles, 20 de outubro de 2017) foi um ator e dublador italiano.

## Vida e carreira
Nascido em Gênova, Fangareggi trabalhou como técnico de prótese dentária, quando em 1961 ele foi notado por Luigi Squarzina, que o escolheu para atuar na peça Ciascuno a suo modo. Ettore Scola chegou a contratá-lo na hora, vendo-o na escada, enquanto ele ia trazer as fotos para o filme La congiuntura, de 1965. Fangareggi também atuou em várias séries de sucesso.
Mais tarde, mudou-se para Roma para se dedicar a carreira de ator profissional e, em pouco tempo, tornou-se um dos atores mais ativos do cinema italiano. Principalmente dedicado a papéis humorísticos, ele é mais conhecido pelo papel de Mangoldo em O Incrível Exército de Brancaleone, de Mario Monicelli, e por Gigi Scalogna, do filme Il gatto a nove code, filme de Dario Argento, de 1971.